# Dicallaneura pulchra
Dicallaneura pulchra is een vlindersoort uit de familie van de prachtvlinders (Riodinidae), onderfamilie Nemeobiinae.
Dicallaneura pulchra werd in 1830 beschreven door Guérin-Méneville.